# SaintéLyon
La SaintéLyon est un « running raid nocturne » entre les villes de Saint-Étienne et de Lyon. C'est une course à pied très populaire, en individuel ou en relais par équipes de 2, 3 ou 4 personnes. Il est également possible de la faire en randonnée. Elle s'effectue en partie sur du bitume et sur des chemins pédestres (deux tiers de la course).
Cette course a lieu chaque année le premier week-end du mois de décembre.

## Histoire
En 1951, des cyclotouristes stéphanois et lyonnais décident d'organiser une randonnée pédestre hivernale de 60 km, durant deux jours, en suivant le GR 7. C'est donc le 26 janvier 1952 que la première randonnée pédestre entre Lyon et Saint-Étienne a lieu avec 23 engagés. Mais 7 n'ont pas pris le départ et Justin-Mary Cuzin, un assureur lyonnais engagé, les précède finalement à ski de fond. 15 marcheurs prennent donc le départ et 13 terminent le périple le lendemain à Saint-Étienne. Ce premier raid fut effectué en deux étapes avec une escale dans une auberge de Sainte-Catherine. Déjà le froid et la neige furent au rendez-vous de la première édition. Une deuxième édition a eu lieu en 1952 au mois de décembre.
Ce n'est qu'en 1971 que la randonnée devient une compétition de marche longue de 63,2 km, alternant une année sur deux le sens du parcours entre les deux villes. De 1953 à 1971, les marcheurs ont le choix entre effectuer le parcours en une ou deux étapes. Mais depuis 1972, le parcours ne peut être fait qu'en une étape. Les concurrents ne seront autorisés à courir qu'en 1977, surfant sur le succès du jogging dans les années 1970, et devant la difficulté d'appliquer le règlement et de contrôler les marcheurs,.
En 1991, Serge Marvalin, nouveau directeur systématise le départ à Saint-Étienne à minuit. La course prend désormais le nom de SaintéLyon.
Entre 1995 et 2001, l'organisation décide de ne proposer l'épreuve que tous les deux ans à cause de difficulté de logistique, puis elle redevient annuelle avec l'aide d'organismes professionnels. En 2001, une nouvelle organisation prend en charge la course, Extra Sports, avec Michel Sorine pour nouveau directeur. Désormais il est possible de parcourir la distance en relais de deux ou trois coureurs. L'année 2002 donne une aura supplémentaire à la course grâce au partenariat avec le Téléthon.
En 2010, une épreuve plus courte de 44 km est ajoutée, la Saintexpress. Départ de Sainte-Catherine et arrivée au palais des sports de Gerland.
Depuis 2003, le lieu d'arrivée change pratiquement tous les ans, faisant varier la longueur du parcours :
- en 2003, arrivée à la patinoire Charlemagne, 65 km
- en 2004 à 2006, palais des sports de Gerland, 68 km
- en 2007, campus de La Doua, 69 km
- en 2008, retour au palais des sports de Gerland, 68 km.
- en 2009 et 2010 palais des sports de Gerland, 68 km
- en 2016, Halle Tony-Garnier, 72 km

Depuis 2003, en marge de l'épreuve, des coureurs tentent de se rendre à pied depuis Lyon au départ de la course avant de prendre part à la course officielle. Cet aller-retour se nomme d'abord la LyonSaintéLyon puis est appelé La 180 à partir de 2013.
En 2013 est créée la SaintéSprint, épreuve de 21 km reliant Soucieu-en-Jarrest au palais des sports de Gerland. En 2016 est créée la Saintétic, épreuve de 12 km reliant Chaponost à la Halle Tony-Garnier, lieu d'arrivée de toutes les distances.
En 2020, pour la première fois depuis sa création, l'organisation de la SaintéLyon est contrainte d'annuler l’événement en raison des restrictions sanitaires liées à la COVID19.

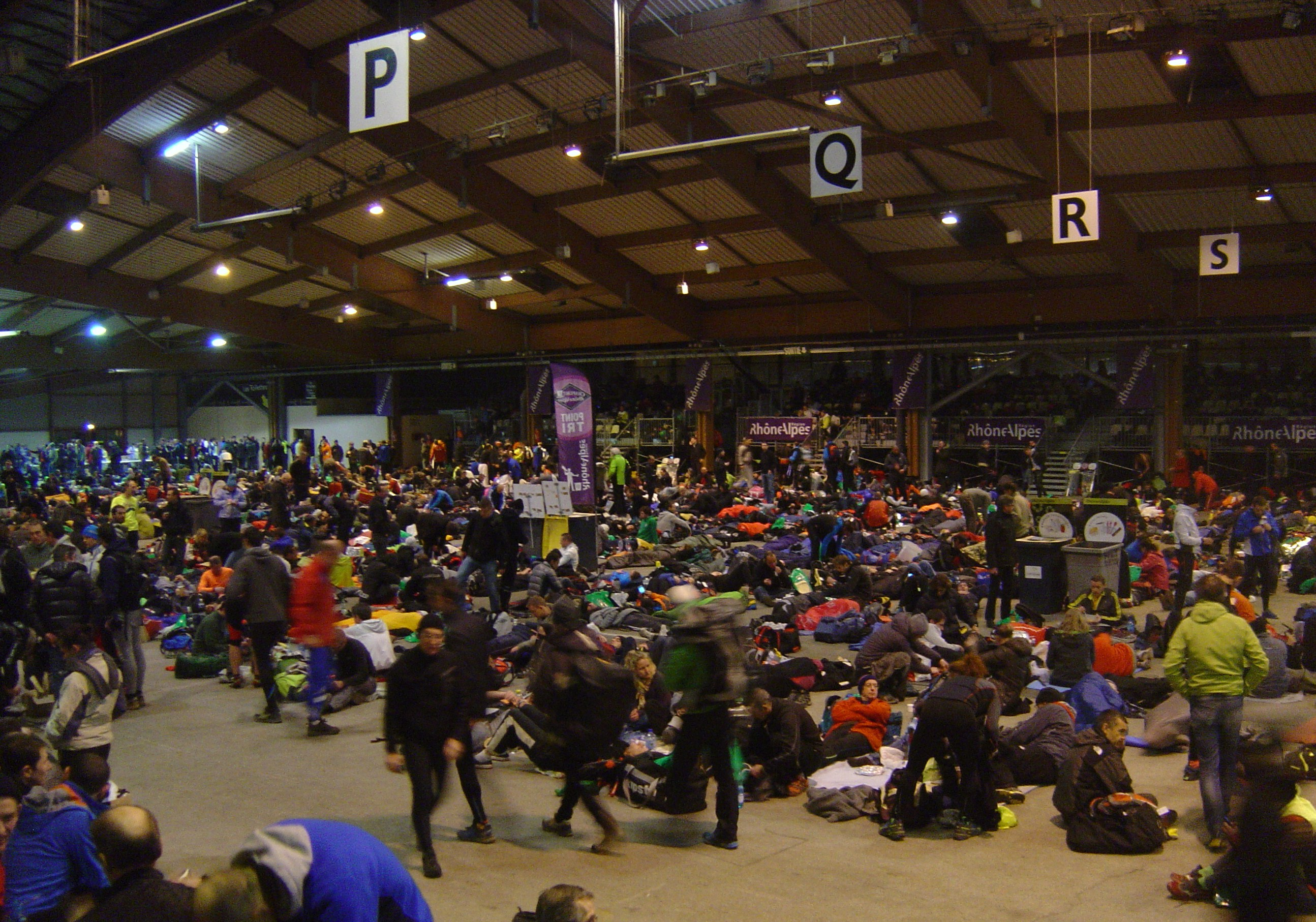
Attente des coureurs au parc des expositions de Saint-Etienne sur la Saintélyon 2013.
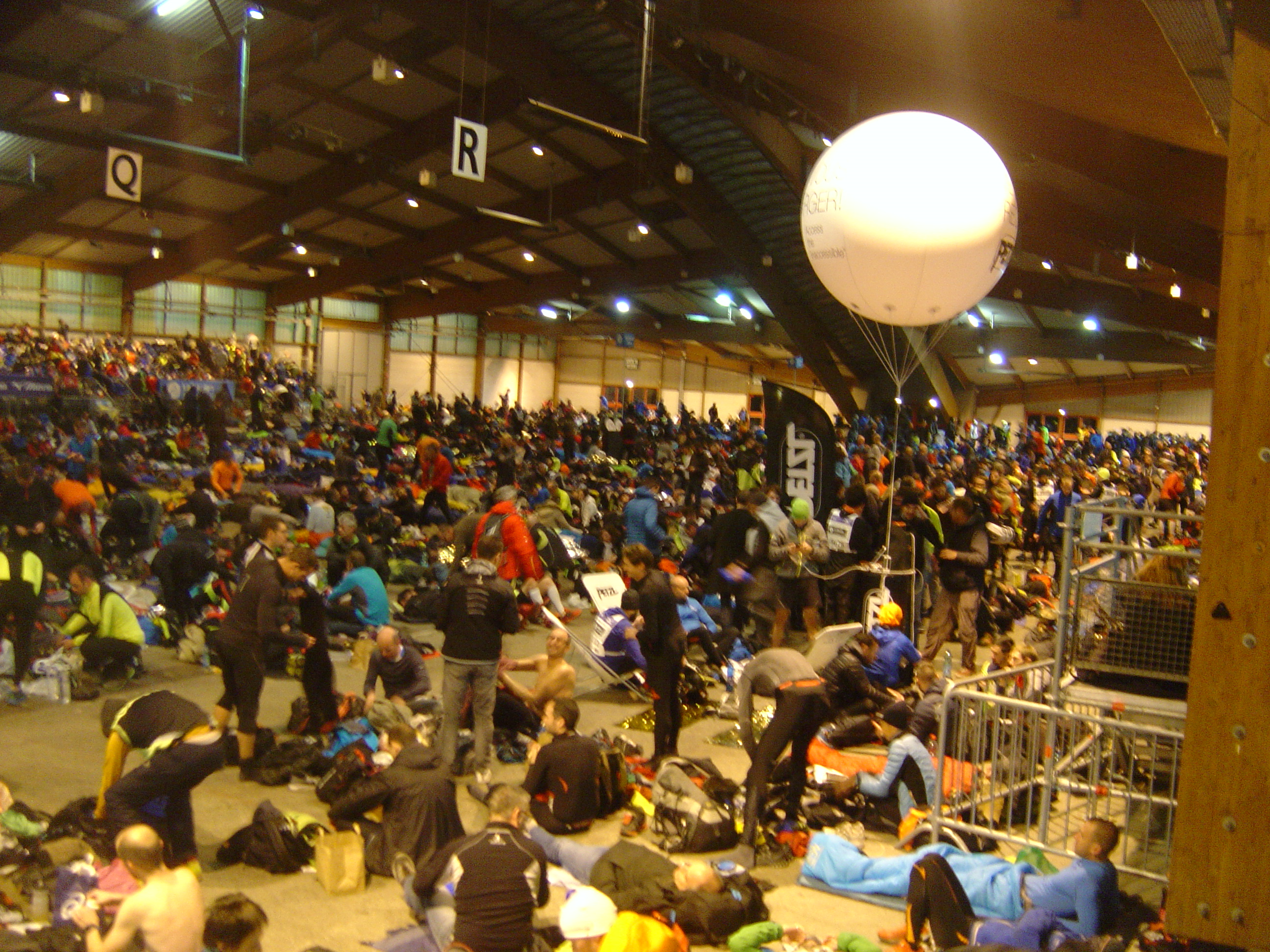
SaintéLyon 2017. Longue attente avant le départ au palais d'exposition de Saint-Etienne.
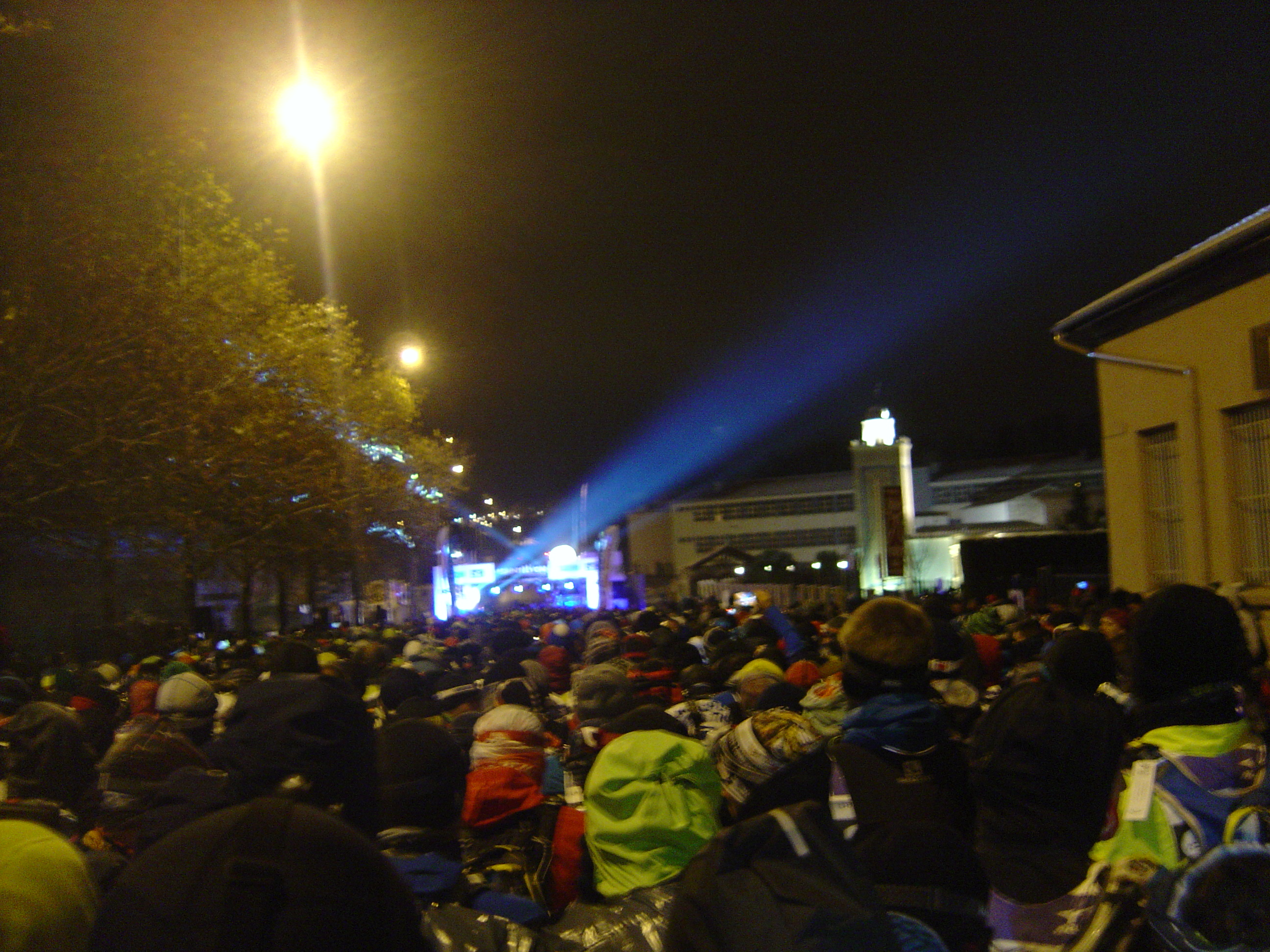
SaintéLyon 2017. Quelques minutes avant le départ à Saint-Etienne.
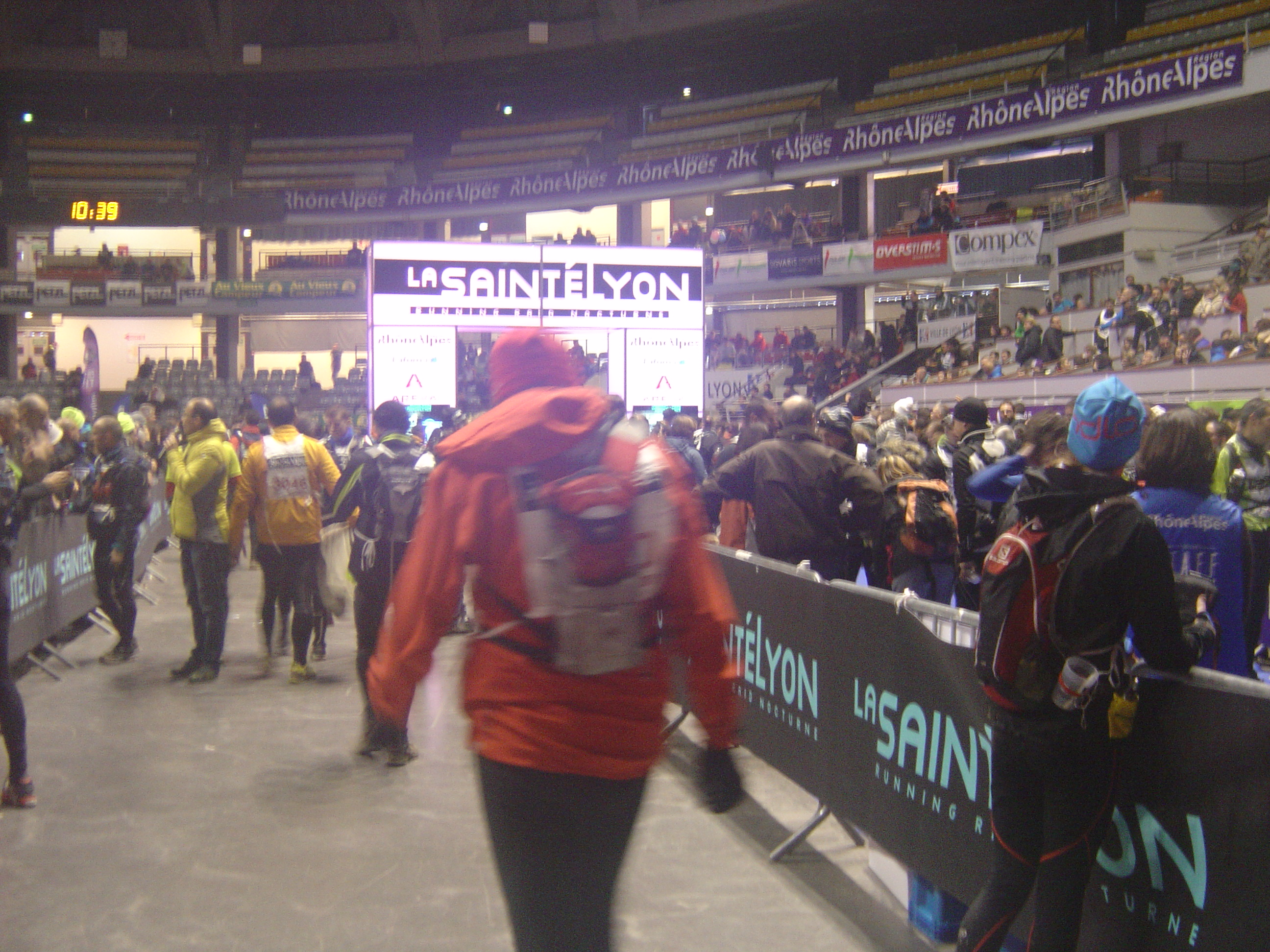
Arrivée au palais des Sports de Gerland sur la Saintélyon 2013.

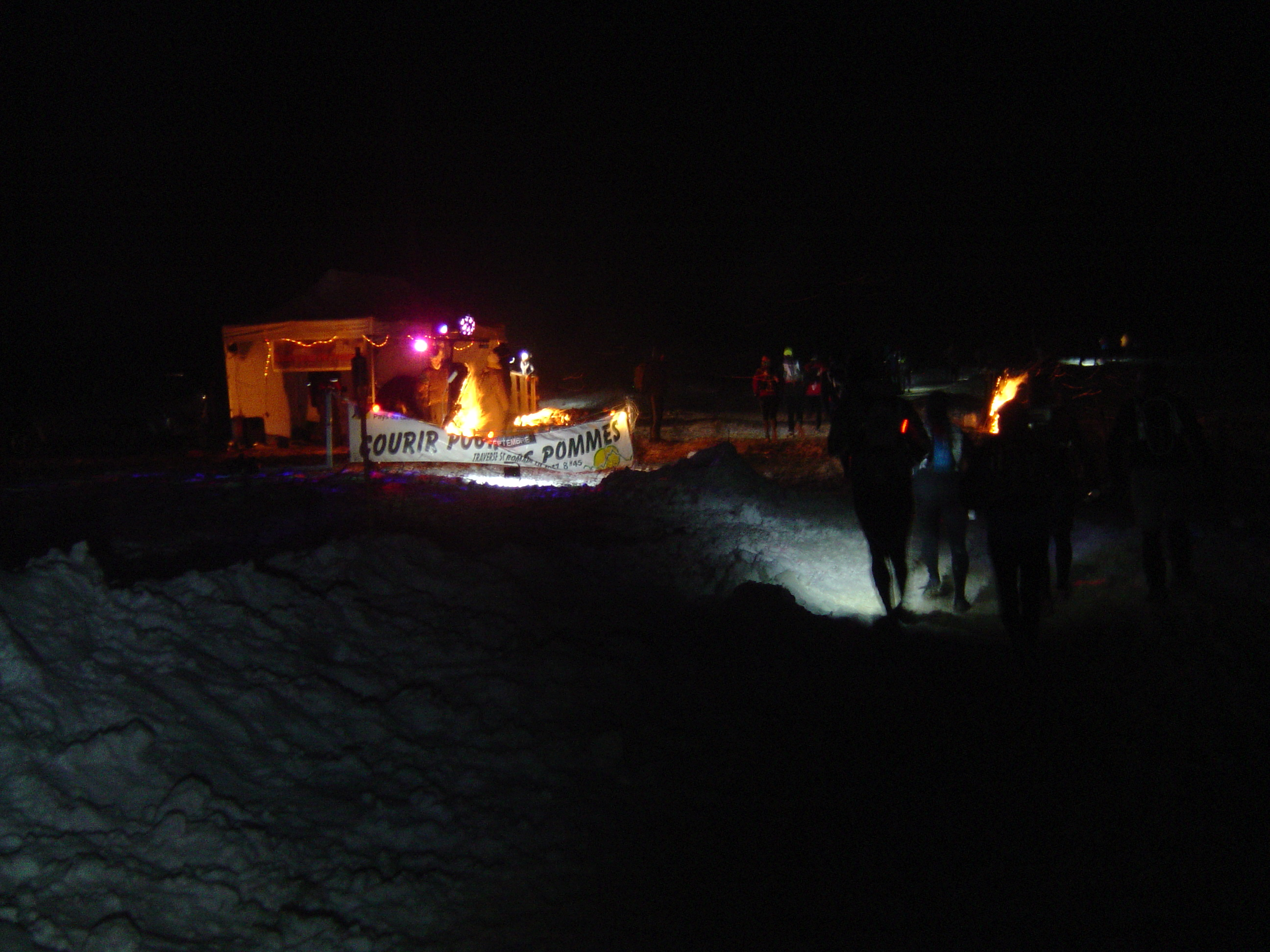
Animation et feu pour réchauffer les coureurs dans la nuit sur la SaintéLyon 2017.

## Meilleures performances
- Michel Delore, journaliste et écrivain, a remporté 8 fois l'épreuve entre 1970 et 1980, soit en marche, soit en course. En course il établit un premier record de référence à 5 h 20 en 1978.
- Gérard Petit détient le record de l'ancienne distance dans le sens Lyon-Saint-Étienne en 4 h 44.
- Béatrice Reymann réalise le record féminin de l'ancienne distance en 5 h 9 lors de l'édition 1993.
- Jean-Franck Proîetto bat le record masculin de l'ancienne distance en 4 h 19 min 55 s[7] en 1994, qui ne sera jamais battu jusqu'au changement de distance.
- Jérôme Trottet remporte l'épreuve 5 fois : en 1997, 1999, 2001 et 2002 sur l'ancienne distance et en 2005 sur la nouvelle distance.

## Évolution du parcours
La course s'est rallongée au cours du temps. Jadis de 68,2 km lors de la première édition, celle-ci a diminué légèrement avec environ 63 km sur les éditions suivantes. Mais sur la fin des années 2000, la distance s'est rallongée, se rapprochant de 70 km, allant jusqu'à 75 km lors de la soixantième édition en 2013. Elle redescend légèrement ensuite pour approcher les 72 km jusqu'en 2018, où la SaintéLyon a proposé le parcours le plus long depuis l'origine de la course, soit 81 km et 2 100 m de dénivelé.
Le dénivelé positif de 2018 qui dépasse les 2 000 m est également inédit, ayant déjà progressé avant : proche de 1 300 m dans les années 2000, il était de 1 788 m en 2013 puis près de 1 900 m en 2016.
L'évolution donne aussi de plus en plus d'importance aux chemins. En 1952, le parcours était à près de 90 % routier. En 1976, la route ne totalisait plus que 60 % du parcours. Ce chiffre a stagné pendant longtemps. En 1999, on comptait encore 65 % de route pour 35 % de chemins. Lors de l'édition 2012, le parcours de 69,6 km était de part égale (50 %) entre les chemins et la route. Et en 2013, les chemins pédestres ont augmenté pour totaliser 56 % du parcours. En 2016, la distance sur route est estimée à 60 % du parcours total et donc 40 % pour les chemins.
Mais le parcours conserve ses passages classiques : montée à la sortie de Sorbiers, col de la Gachet, Sainte-Catherine, bois d'Arfeuille (appelé forêt de l'Inde sur les cartes), Soucieu-en-Jarrest, Chaponost, montée entre les aqueducs de Beaunant et La Mulatière (arrivée sur Lyon).
Le parcours passe par les monts du Lyonnais notamment son village le plus haut, Saint-André-la-Côte.

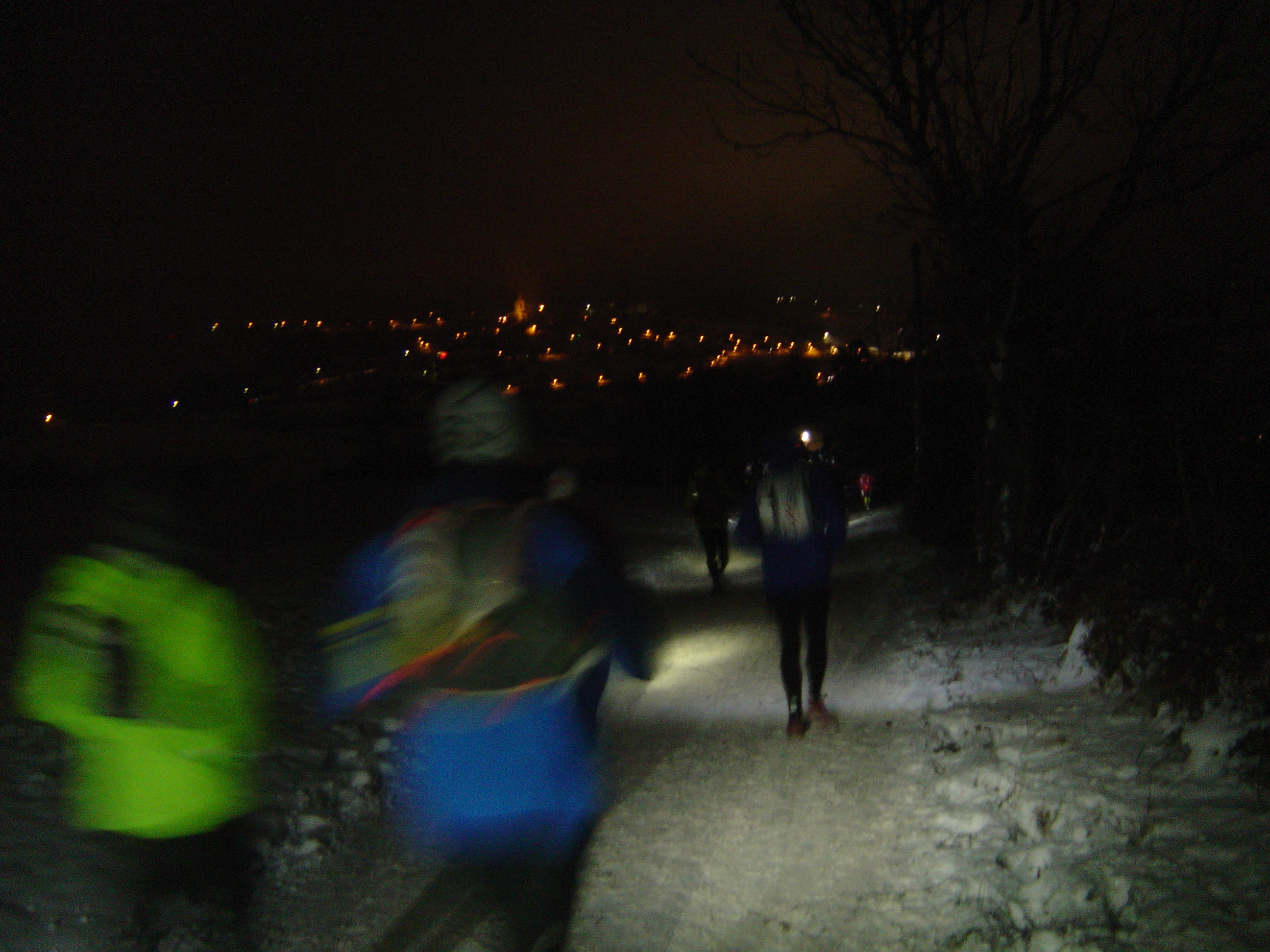
Vue sur les lumières du village de Saint-Christo en Jarez, village traversé au 16e kilomètre, sur la SaintéLyon 2017.
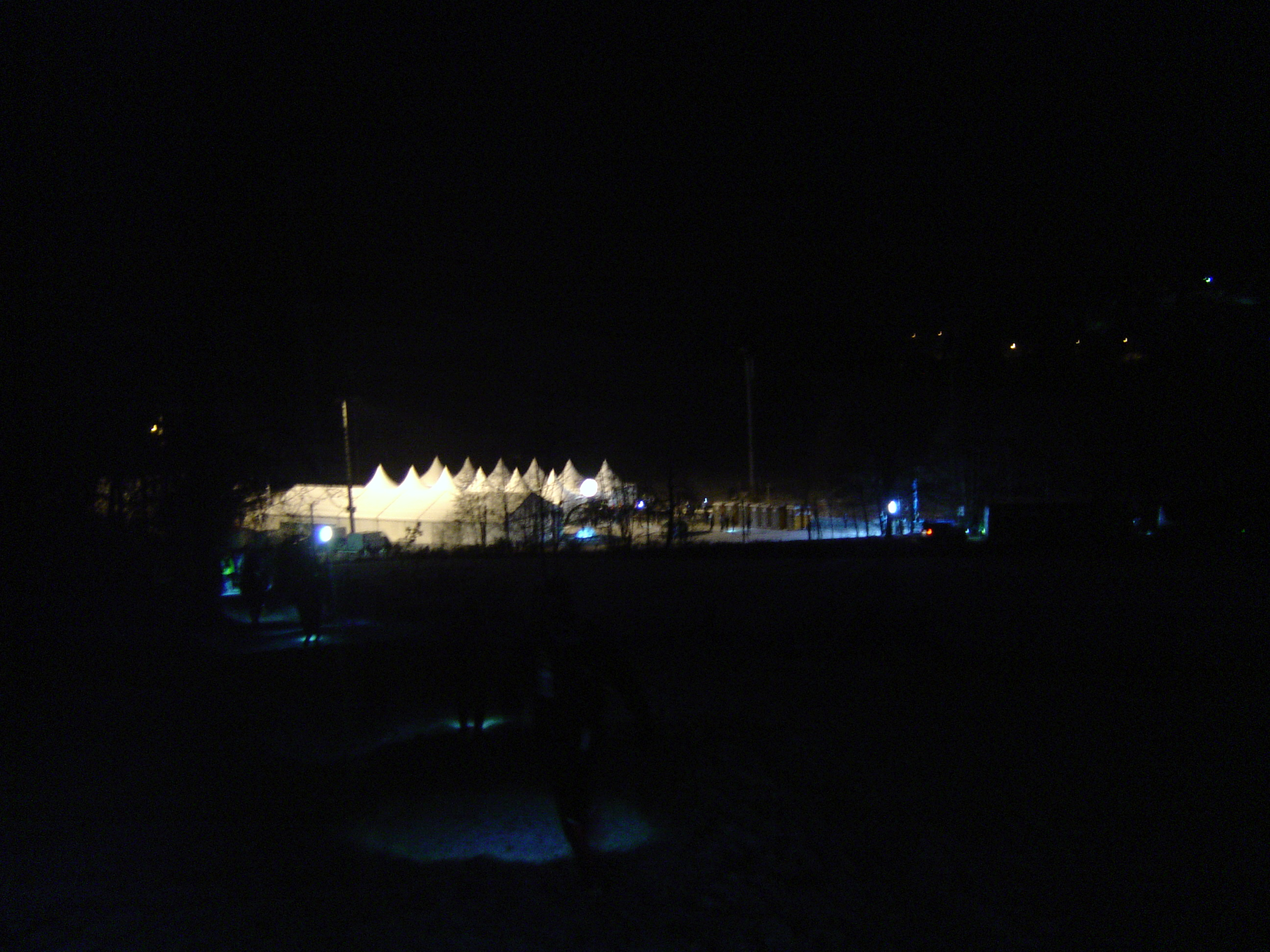
Plus bas les tentes du ravitaillement de Sainte-Catherine au 28e kilomètre, sur la SaintéLyon 2017. C'est aussi dans ce village que se tiennent les premiers passages de relais pour les coureurs faisant la course en équipe.
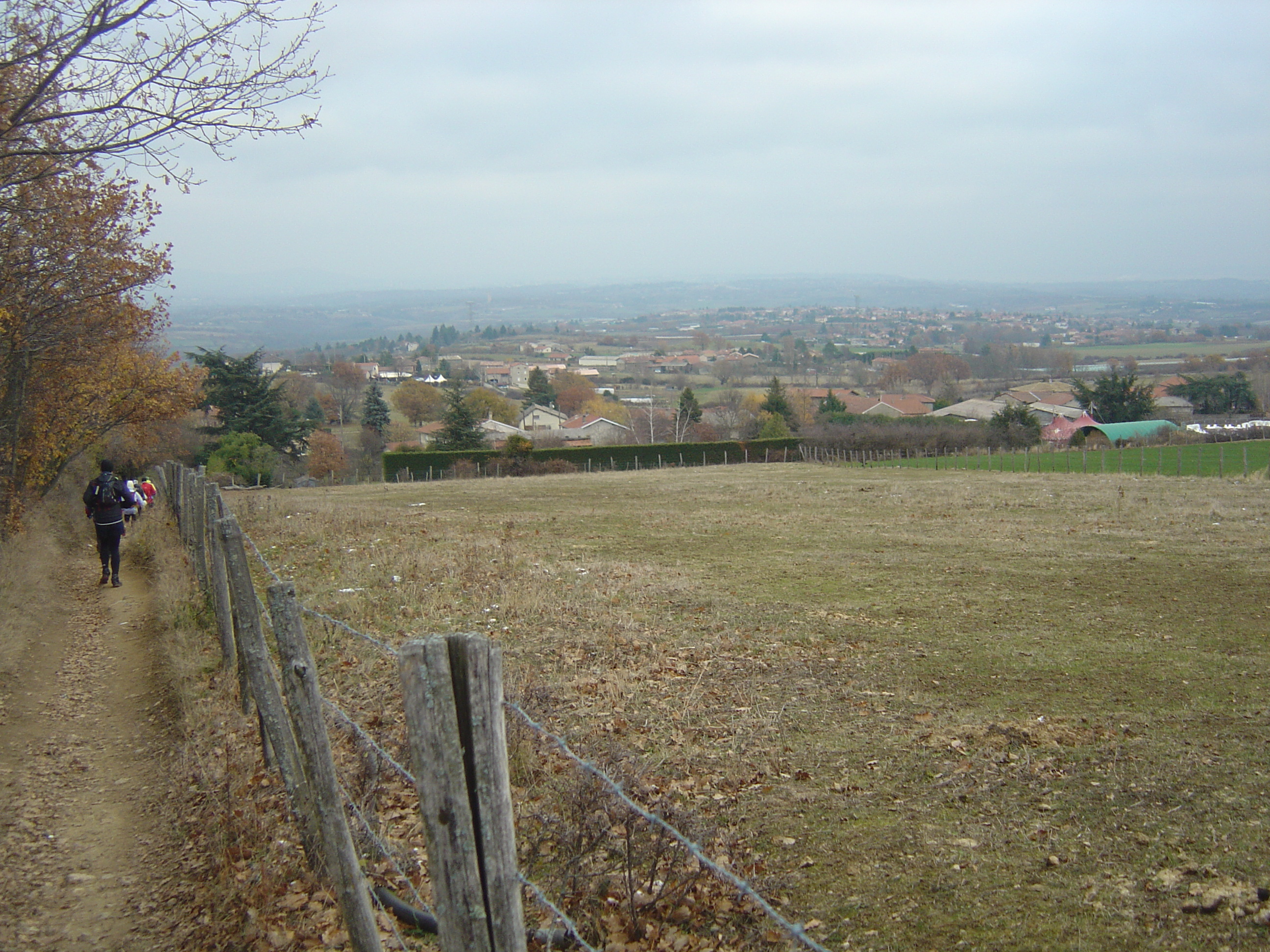
SaintéLyon 2017. A quelques kilomètres du ravitaillement de Soucieu-en-Jarrest le matin.
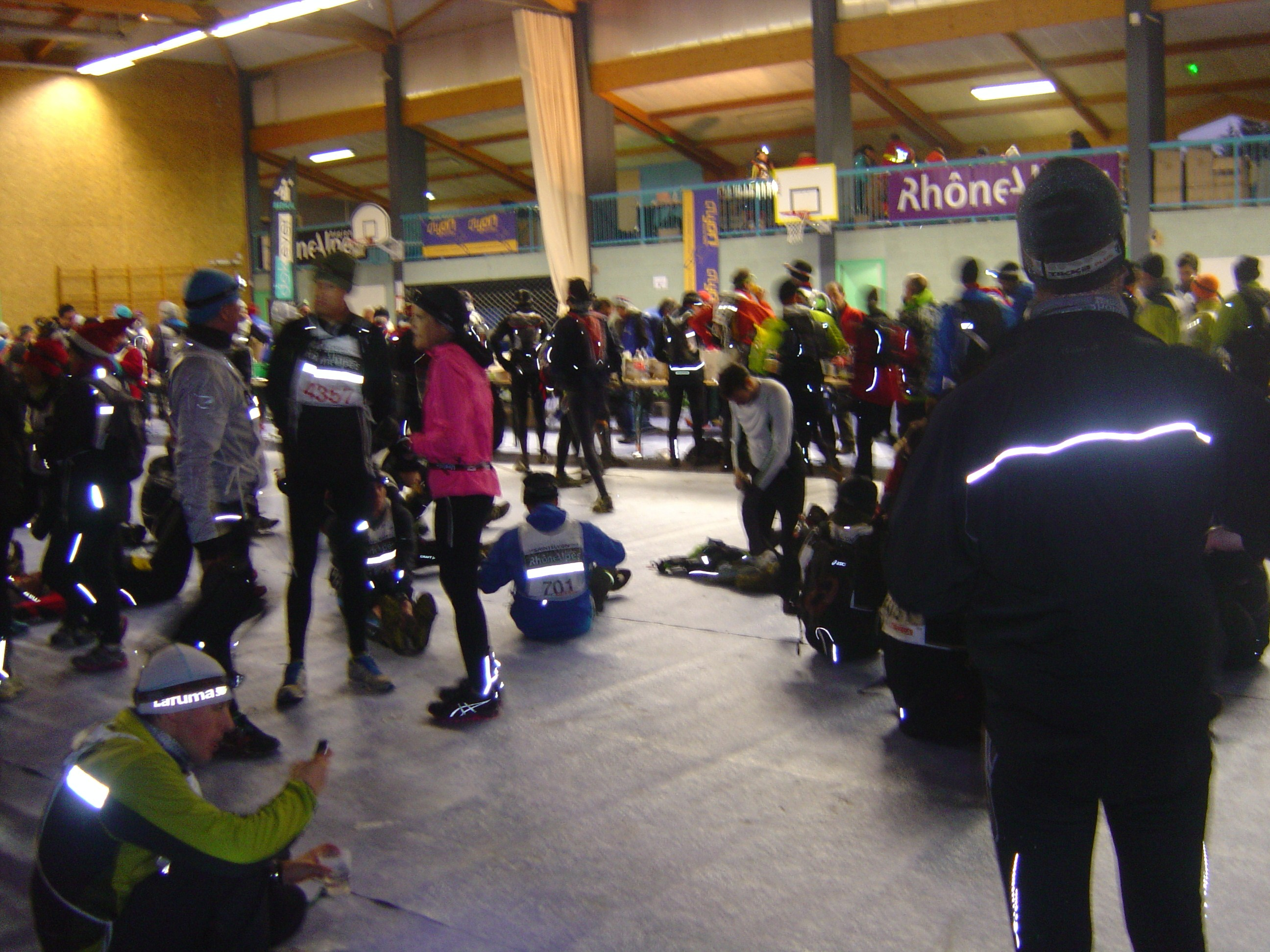
Ravitaillement de Soucieu-en-Jarrest au km 54 sur la Saintélyon 2013.
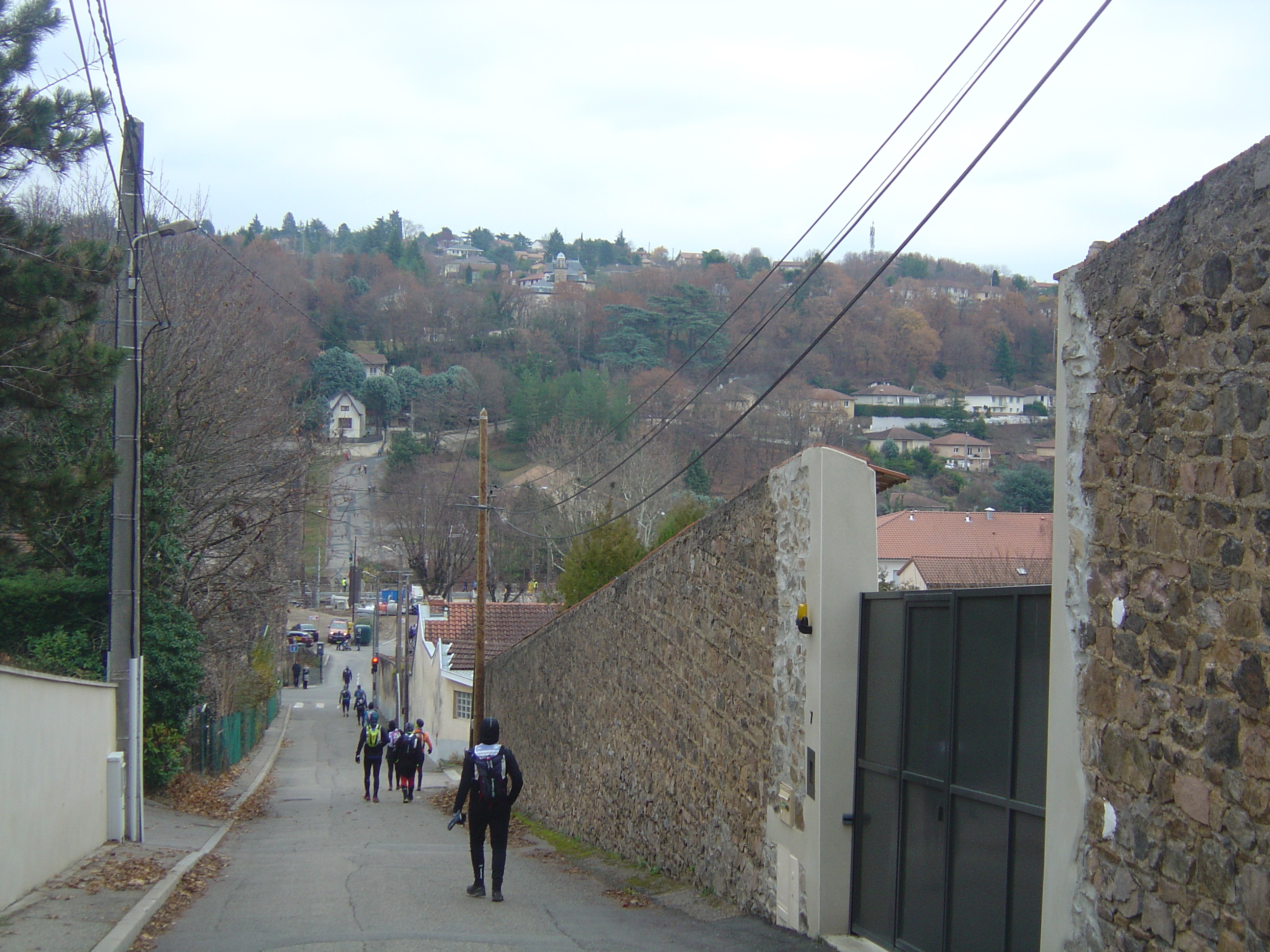
En face, en arrivant à Beaunant, on aperçoit la dernière difficulté du parcours de la SaintéLyon, à environ 7 kilomètres de l'arrivée.

## Conditions de course
La première édition du raid entre Lyon et Saint-Étienne en janvier 1952 fut déjà marquée par le froid, la neige, le verglas et les chutes qui vont de pair mais aussi les problèmes de balisage.
En 1990, une tempête de neige a contraint Alain Pagot, directeur de l'organisation, à stopper la course à hauteur de Sainte-Catherine mais 96 coureurs allèrent quand même jusqu'au bout. Selon Pascal Lavault, vainqueur cette année-là, l'épaisseur de la neige était de près d'un mètre au col de la Gachet. En dépit de ces conditions dantesques, un sondage réalisé en 1991 confirme l'envie de la très grande majorité des coureurs de maintenir l'évènement au mois de décembre et le départ à minuit.
En 2010, la neige fait son grand retour de même que le verglas au matin à la suite d'une chute des températures et des dégâts qui vont avec : une cinquantaine de concurrents sont transportés à l’hôpital victimes de fractures diverses à la suite de chutes voire plus rarement de coureurs en l’état d’hypothermie. La neige est à nouveau au rendez-vous en 2012 avec des dommages moins importants mais tout de même 27 hospitalisations. Le gel et le verglas ont encore marqué l'édition 2013.
La SaintéLyon a aussi parfois été courue dans des conditions boueuses comme en 2007 où le brouillard fut aussi présent.
En 2018 pour la 65ème édition, les coureurs partirent sur un terrain boueux et glissant à la suite de plusieurs jours de pluie dans la région. La pluie s'est invitée dès le départ de la course, et ne s'est que très peu arrêtée. C'est dans une mer de boue, détrempés et avec un vent conséquent que les "amateurs éclairés" ont affronté ces 81 km.

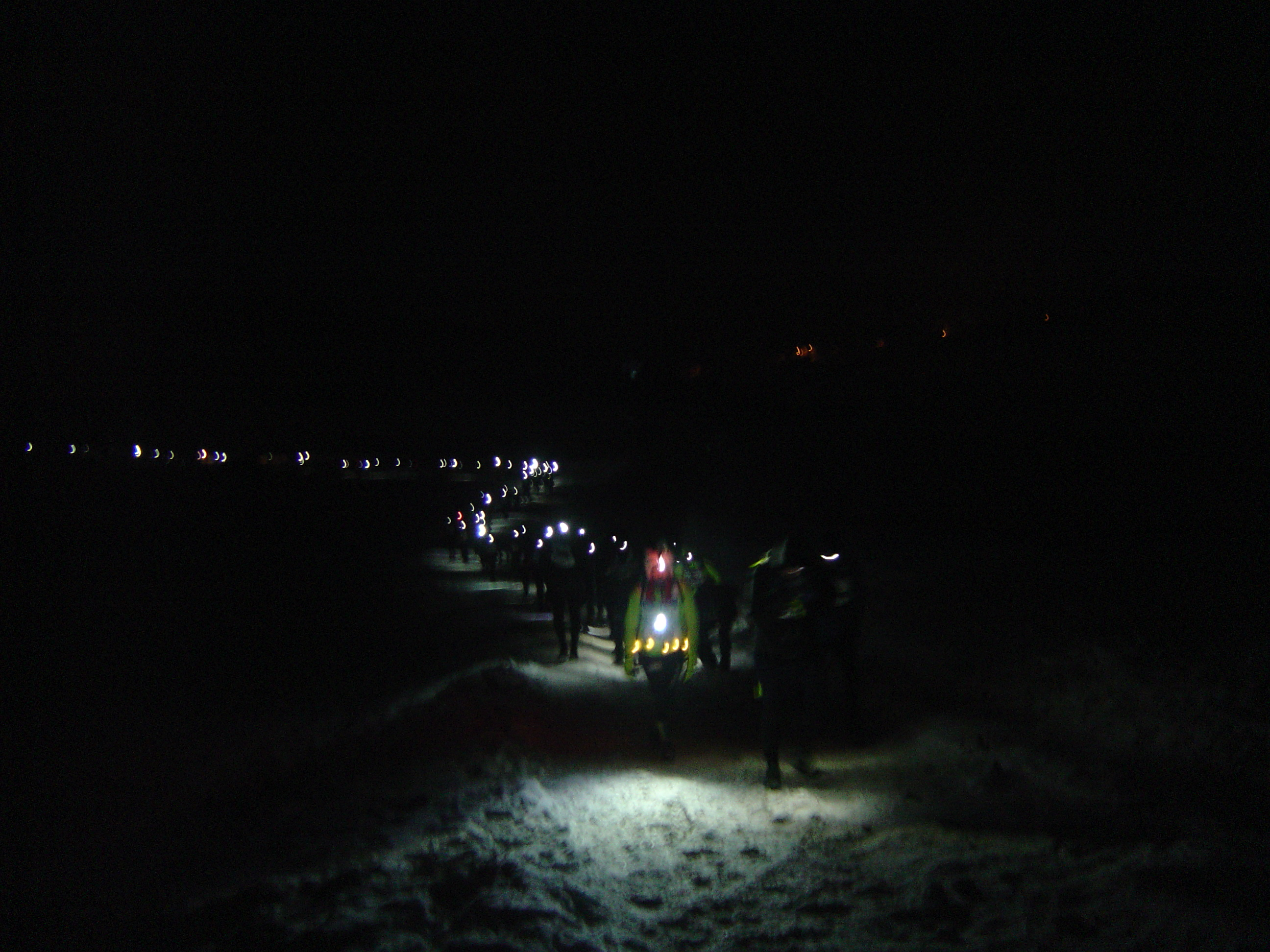
Longue file de lampes frontales, de nuit.

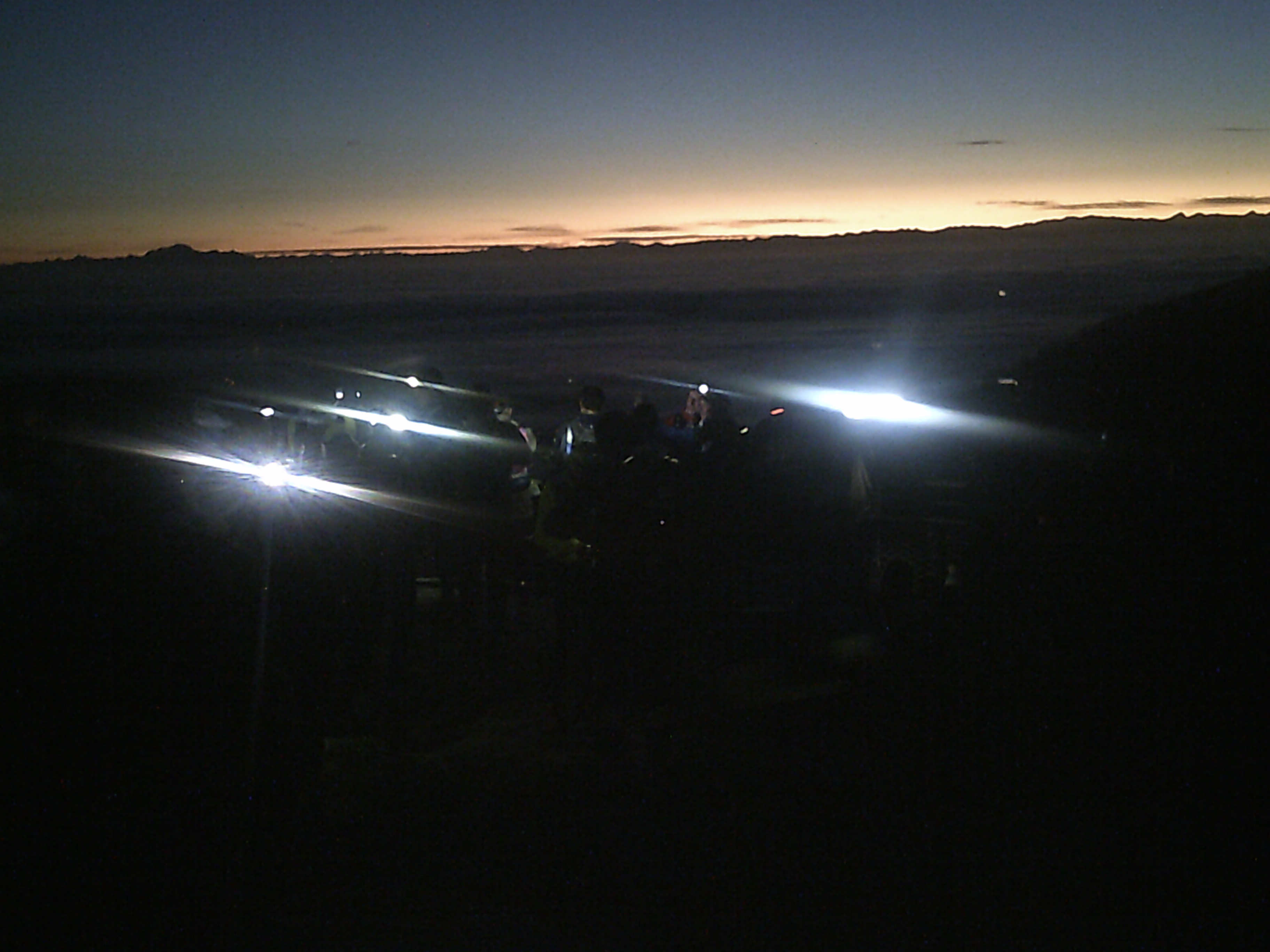
Coureurs au Signal de Saint-André à l'aube, lors de l'édition 2024

## Participation

### Avant 2010
Longtemps très faible, la participation à l'évènement décolle à partir de 1971, date à laquelle cette marche devient une compétition. Mais après un pic en 1980 avec quatre mille concurrents, l'audience de la SaintéLyon décroît rapidement dans les années qui suivent. Ce n'est qu'en 1991 que la participation remonte. À partir de 2001, l'organisation change et la SaintéLyon devient une épreuve de masse.
| Année          | Total engagés  | Formule        | Engagés selon formule | Partants       | Classés        |
| De 1952 à 1971 | De 1952 à 1971 | De 1952 à 1971 | De 1952 à 1971        | De 1952 à 1971 | De 1952 à 1971 |
| -------------- | -------------- | -------------- | --------------------- | -------------- | -------------- |
| janvier 1952   | 23             | 1 étape        | n'existait pas        |                |                |
| janvier 1952   | 23             | 2 étapes       | 23                    | 15             | 13             |
| 1953           | 27             | 1 étape        | 7                     | ?              | ?              |
| 1953           | 27             | 2 étapes       | 20                    | ?              | ?              |
| 1960           | 54             | 1 étape        | 22                    | ?              | ?              |
| 1960           | 54             | 2 étapes       | 32                    | ?              | ?              |
| De 1972 à 2001 |                |                |                       |                |                |
| 1972           | + de 100       | 1 étape        | ?                     | ?              | ?              |
| 1972           | + de 100       |                |                       |                |                |
| 1974           | 184            | 1 étape        | 184                   | ?              | ?              |
| 1974           | 184            |                |                       |                |                |
| 1975           | 249            | 1 étape        | 249                   | ?              | ?              |
| 1975           | 249            |                |                       |                |                |
| 1976           | 400            | 1 étape        | 400                   | ?              | ?              |
| 1976           | 400            |                |                       |                |                |
| 1977           | 750            | 1 étape        | 750                   | ?              | ?              |
| 1977           | 750            |                |                       |                |                |
| 1978           | 2 000          | 1 étape        | 2 000                 | ?              | 1 160          |
| 1978           | 2 000          |                |                       |                |                |
| 1979           | 3 500          | 1 étape        | 3 500                 | ?              | ?              |
| 1979           | 3 500          |                |                       |                |                |
| 1980           | 4 000          | 1 étape        | 4 000                 | ?              | 1 614          |
| 1980           | 4 000          |                |                       |                |                |
| 1983           | + de 2 000     | 1 étape        | ?                     | ?              | 1 407          |
| 1983           | + de 2 000     |                |                       |                |                |
| 1987           | 1 200          | 1 étape        | 1 200                 | ?              | ?              |
| 1987           | 1 200          |                |                       |                |                |
| 1988           | 800            | 1 étape        | 800                   | ?              | ?              |
| 1988           | 800            |                |                       |                |                |
| 1990           | 889            | 1 étape        | 889                   | 889            | 96             |
| 1990           | 889            |                |                       |                |                |
| 1991           | 1 500          | 1 étape        | 1500                  | ?              | ?              |
| 1991           | 1 500          |                |                       |                |                |
| 1999           | 1 502          | 1 étape        | 1 502                 | ?              | 816            |
| 1999           | 1 502          |                |                       |                |                |
| De 2001 à 2009 |                |                |                       |                |                |
| 2001           | 3 300          | Solo           | ?                     | ?              | 1 165          |
| 2001           | 3 300          | Relais         | ?                     | ?              | ?              |
| 2004           | + de 5 000     | Solo           | ?                     | ?              | ?              |
| 2004           | + de 5 000     | Relais         | ?                     | ?              | ?              |
| 2006           | 7 500          | Solo           | ?                     | ?              | ?              |
| 2006           | 7 500          | Relais         | ?                     | ?              | ?              |
| 2007           | 8 200          | Solo           | 4 200                 | ?              | 2752           |
| 2007           | 8 200          | Relais         | ?                     | ?              | 3 650          |
| 2009           | 10 000         | Solo           | 5 600                 | ?              | ?              |
| 2009           | 10 000         | Relais         | 4 400                 | ?              | ?              |

### À partir de 2010
- En 2010, l'épreuve comptait 11 500 inscrits mais face à la météo, seuls 8 850 prirent le départ et 7 538 arrivèrent à Lyon[14].
- En 2012, 12 000 coureurs étaient engagés dont la moitié en parcours solo. 9 029 furent classés.
- En 2013, 14 000 coureurs étaient inscrits sur l'ensemble des parcours. 5 802 étaient au départ (dont 474 femmes)[32] de la SaintéLyon solo et 5 093 rallièrent l'arrivée (dont 412 femmes). 482 équipes de relais à quatre étaient au départ. Sur la SaintExpress, on comptait 2 307 coureurs au départ dont 2 159 parvenaient à finir à Lyon. Sur la SaintéSprint, 1 368 partants étaient recensés et la quasi-totalité (1 358) parvenait à terminer.
- En 2014, on comptait 12 838 partants sur l'ensemble des parcours. 5 550 partants étaient au départ du 72 km de la SaintéLyon solo (dont 484 femmes) et 4 939 rallièrent l'arrivée (dont 435 femmes). On comptait aussi 208 relais de deux coureurs (et 199 réussites), 236 relais de trois coureurs (et 229 réussites), 511 relais de quatre coureurs (et 501 réussites). 2 526 coureurs partaient sur la SaintExpress (dont 494 femmes) et 2 401 rallièrent l'arrivée (dont 469 femmes). 1 673 coureurs prenaient le départ de la SaintéSprint (dont 600 femmes) et 1 658 rallièrent l'arrivée (dont 595 femmes).

## Palmarès
C'est seulement à partir de 1992 que le départ a été pris systématiquement à Saint-Etienne d'où la séparation du palmarès.

### Raid Lyon - Saint-Étienne
| Année        | Formule  | Femmes              | Temps                     | Hommes                                                                           | Temps                                        |
| ------------ | -------- | ------------------- | ------------------------- | -------------------------------------------------------------------------------- | -------------------------------------------- |
| janvier 1952 | 1 étape  |                     |                           |                                                                                  |                                              |
| janvier 1952 | 2 étapes | ?                   | ?                         | Jean Dutour, Jean-Claude Henry, Roger Benetière, Georges Montano et André Asteix | 12 h 38                                      |
| 1953         | 1 étape  | ?                   | ?                         | André Chaumeil                                                                   | 10 s 10                                      |
| 1953         | 2 étapes | ?                   | ?                         | Jullian                                                                          | 9 h 50                                       |
| 1955         | 1 étape  | ?                   | ?                         | Francon, Thévenot et Riffard                                                     | 9 h 56                                       |
| 1955         | 2 étapes | ?                   | ?                         | Bistrot et Fusier                                                                | 11 h 6                                       |
| 1957         | 1 étape  | ?                   | ?                         | Roger Benetière                                                                  | 9 h 58                                       |
| 1957         | 2 étapes | ?                   | ?                         | Rousseau                                                                         | 11 h 28                                      |
| 1959         | 1 étape  | ?                   | ?                         | Francon et Cascarino                                                             | 9 h 24                                       |
| 1959         | 2 étapes | ?                   | ?                         | René Lorimey, Seveyrat et Lesthievent                                            | 10 h 29                                      |
| 1961         | 1 étape  | ?                   | ?                         | Roger Benetière et Desroche                                                      | 9 h 59                                       |
| 1961         | 2 étapes | ?                   | ?                         | Douet et Chovet                                                                  | 11 h 42                                      |
| 1963         | 1 étape  | ?                   | ?                         | Kraemer et Camille Moutard                                                       | 10 h 8                                       |
| 1963         | 2 étapes | ?                   | ?                         | Lelaquet                                                                         | 9 h 46                                       |
| 1965         | 1 étape  | ?                   | ?                         | Camille Moutard (non classé car licencié), Françon, Colange et Riffard           | 10 h 7 pour Moutard, 10 h 20 pour les autres |
| 1965         | 2 étapes | ?                   | ?                         | G. et L. Morestin                                                                | 10 h 28                                      |
| 1967         | 1 étape  | ?                   | résultats non enregistrés | ?                                                                                | résultats non enregistrés                    |
| 1967         | 2 étapes | ?                   | résultats non enregistrés | ?                                                                                | résultats non enregistrés                    |
| 1969         | 1 étape  | ?                   | ?                         | François et Poyet                                                                | ?                                            |
| 1969         | 2 étapes | ?                   | ?                         | Bouveyron                                                                        | ?                                            |
| 1971         | 1 étape  | ?                   | ?                         | Michel Delore et Travard                                                         | 7 h 55 min 30 s                              |
| 1971         | 2 étapes | ?                   | ?                         | François                                                                         | 9 h 25                                       |
| 1973         | 1 étape  | Carrerie de Biève   | ?                         | Michel Delore                                                                    | 7 h 45                                       |
| 1973         | 2 étapes |                     |                           |                                                                                  |                                              |
| 1975         | 1 étape  | Font                | ?                         | Michel Delore et Moene                                                           | 7 h 25                                       |
| 1975         | 2 étapes |                     |                           |                                                                                  |                                              |
| 1977         | 1 étape  | Anne-Marie Chapelle | 8 h 50 min                | Michel Delore                                                                    | 5 h 37                                       |
| 1977         | 2 étapes |                     |                           |                                                                                  |                                              |
| 1980         | 1 étape  | Anne-Marie Chapelle | 8 h 16                    | Michel Gueorgiou                                                                 | 5 h 42                                       |
| 1980         | 2 étapes |                     |                           |                                                                                  |                                              |
| 1982         | 1 étape  | Martine Planus      | 7 h 15                    | Daniel Dumortier                                                                 | 5 h 11                                       |
| 1982         | 2 étapes |                     |                           |                                                                                  |                                              |
| 1984         | 1 étape  | Ginette Baudrand    | 6 h 1                     | Gérard Petit                                                                     | 4 h 44                                       |
| 1984         | 2 étapes |                     |                           |                                                                                  |                                              |
| 1986         | 1 étape  | Blandin             | 6 h 41                    | Gérard Petit                                                                     | 4 h 47                                       |
| 1986         | 2 étapes |                     |                           |                                                                                  |                                              |
| 1988         | 1 étape  | Ginette Baudrand    | 5 h 54                    | Maurice Mondon et Gérard Guillot                                                 | 4 h 46                                       |
| 1988         | 2 étapes |                     |                           |                                                                                  |                                              |
| 1990         | 1 étape  | Laurence Maillard   | ?                         | Gérard Guillot, Pascal Lavault, Bruno Fléchet, Pierre Gandemer et Robert Morin   | 6 h 42 min 6 s                               |
| 1990         | 2 étapes |                     |                           |                                                                                  |                                              |

### Raid Saint-Étienne - Lyon
| Année         | formule  | Femmes                             | Temps           | Hommes                                                                                | Temps           |
| ------------- | -------- | ---------------------------------- | --------------- | ------------------------------------------------------------------------------------- | --------------- |
| décembre 1952 | 1 étape  |                                    |                 |                                                                                       |                 |
| décembre 1952 | 2 étapes | ?                                  | ?               | André Chaumeil                                                                        | ?               |
| 1954          | 1 étape  | ?                                  | ?               | Thévenet, Bauer, Roger Benetière, Faucon et Baudement                                 | 10 s 10         |
| 1954          | 2 étapes | ?                                  | ?               | Jullian                                                                               | 8 h 13          |
| 1956          | 1 étape  | ?                                  | ?               | Rochet et Roger Benetière                                                             | 9 h 39          |
| 1956          | 2 étapes | ?                                  | ?               | Pas de classement                                                                     |                 |
| 1958          | 1 étape  | ?                                  | ?               | Roger Benetière                                                                       | 9 h 30          |
| 1958          | 2 étapes | ?                                  | ?               | René Lorimey                                                                          | 11 h            |
| 1960          | 1 étape  | ?                                  | ?               | Comas                                                                                 | 10 h 48         |
| 1960          | 2 étapes | ?                                  | ?               | Fronton et Halary                                                                     | 9 h 51          |
| 1962          | 1 étape  | ?                                  | ?               | Camille Moutard                                                                       | 10 h 7          |
| 1962          | 2 étapes | ?                                  | ?               | Lelaquet, G. Colange, R. Colange, Lorimey, Faure et Tronel                            | 10 h 2          |
| 1964          | 1 étape  | ?                                  | ?               | Lelaquet                                                                              | 9 h 39          |
| 1964          | 2 étapes | ?                                  | ?               | Mathevet                                                                              | 9 h 43          |
| 1966          | 1 étape  | ?                                  | ?               | 1 - Camille Moutard (non classé car licencié) 2 - Jean Boldini, Mathevet et Servantès | ?               |
| 1966          | 2 étapes | ?                                  | ?               | R. et J. François, G. et L. Morestin                                                  | ?               |
| 1968          | 1 étape  | ?                                  | ?               | Bernard et R. Colange                                                                 | 9 h 40          |
| 1968          | 2 étapes | ?                                  | ?               | François                                                                              | 8 h 38          |
| 1970          | 1 étape  | ?                                  | ?               | Georges et René Colanges et François Allier                                           | 9 h 42          |
| 1970          | 2 étapes | ?                                  | ?               | Sevrin                                                                                | 8 h 53          |
| 1972          | 1 étape  | Rossana Valente                    | 11 h 47         | Michel Delore                                                                         | 7 h 25          |
| 1972          | 2 étapes | ?                                  | ?               | ?                                                                                     | ?               |
| 1974          | 1 étape  | Nicole Archimbaud                  | 10 h 49         | Michel Delore                                                                         | 7 h 30          |
| 1974          | 2 étapes |                                    |                 |                                                                                       |                 |
| 1976          | 1 étape  | Anne-Marie Chapelle                | 9 h 18          | Moene, Michel Delore, Henri Dhaquitaine, Francis Demestre et Ramon Zabalo             | 6 h 58          |
| 1976          | 2 étapes |                                    |                 |                                                                                       |                 |
| 1978          | 1 étape  | Anne-Marie Chapelle                | 8 h 09 min      | Michel Delore                                                                         | 5 h 20          |
| 1978          | 2 étapes |                                    |                 |                                                                                       |                 |
| 1979          | 1 étape  | Monique Borelle                    | 6 h 54          | Charret et Marc Triquigneaux                                                          | 5 h 6           |
| 1979          | 2 étapes |                                    |                 |                                                                                       |                 |
| 1981          | 1 étape  | Mathieu                            | 7 h 50          | Michel Gueorgiou                                                                      | 5 h 13          |
| 1981          | 2 étapes |                                    |                 |                                                                                       |                 |
| 1983          | 1 étape  | Ginette Baudrand et Martine Planus | 6 h 24          | Daniel Badard                                                                         | 5 h 6           |
| 1983          | 2 étapes |                                    |                 |                                                                                       |                 |
| 1985          | 1 étape  | Ginette Baudrand                   | 5 h 32          | Gérard Petit                                                                          | 4 h 39          |
| 1985          | 2 étapes |                                    |                 |                                                                                       |                 |
| 1987          | 1 étape  | Blandin                            | 5 h 52          | Daniel Robelin                                                                        | 4 h 30          |
| 1987          | 2 étapes |                                    |                 |                                                                                       |                 |
| 1989          | 1 étape  | Hoffelinck                         | 5 h 51 min 24 s | Maurice Mondon                                                                        | 4 h 31 min 17 s |
| 1989          | 2 étapes |                                    |                 |                                                                                       |                 |
| 1991          | 1 étape  | Martine Valla                      | 5 h 59          | Pascal Lavault                                                                        | 4 h 21 min 40 s |
| 1991          | 2 étapes |                                    |                 |                                                                                       |                 |

### LyonSaintéLyon
| Année | Femmes                                              | Temps                                                | Hommes                                              | Temps                                               |
| ----- | --------------------------------------------------- | ---------------------------------------------------- | --------------------------------------------------- | --------------------------------------------------- |
| 2019  | Florina Vasutiu                                     | Aller : ? / Retour : 11 h 6 min 43 s                 | Alexandre Boucheix                                  | Aller : 9 h 16 min 43 s / Retour : 7 h 27 min 35 s  |
| 2020  | Course annulée en raison de la pandémie de Covid-19 | Course annulée en raison de la pandémie de Covid-19  | Course annulée en raison de la pandémie de Covid-19 | Course annulée en raison de la pandémie de Covid-19 |
| 2021  | Claire Bernard                                      | Aller : ? / Retour : 9 h 17 min 21 s                 | Alexandre Boucheix — 2e victoire                    | Aller : ? / Retour : 7 h 18 min 9 s                 |
| 2022  | Laura Fleury                                        | Aller : 11 h 10 min 2 s / Retour : 10 h 55 min 6 s   | Alexandre Boucheix — 3e victoire                    | Aller : 9 h 2 min 28 s / Retour : 7 h 12 min 53 s   |
| 2023  | Marie-Laure Lenglet                                 | Aller : 10 h 28 min 52 s / Retour : 10 h 4 min 21 s  | David Raitière                                      | Aller : 8 h 54 min 26 s / Retour : 7 h 28 min 28 s  |
| 2024  | Marie-Laure Lenglet — 2e victoire                   | Aller : 11 h 59 min 37 s / Retour : 10 h 34 min 49 s | Théo Le Boudec                                      | Aller : 9 h 39 min 32 s / Retour : 7 h 42 min 18 s  |

### SaintéLyon
| Année | Femmes                                              | Temps                                               | Hommes                                              | Temps                                               |
| ----- | --------------------------------------------------- | --------------------------------------------------- | --------------------------------------------------- | --------------------------------------------------- |
| 1992  | ... Eustache                                        | 5 h 55 min 50 s                                     | . Poyet                                             | 4 h 35 min 5 s                                      |
| 1993  | Béatrice Raymann                                    | 5 h 13 min 0 s                                      | Maurice Mondon                                      | 4 h 41 min 40 s                                     |
| 1994  | ... Bechon                                          | 6 h 5 min 15 s                                      | Jean-Franck Proietto                                | 4 h 19 min 55 s                                     |
| 1995  | Valérie Chambry                                     | 6 h 5 min 15 s                                      | Eric Flamand                                        | 4 h 33 min 20 s                                     |
| 1997  | Valérie Chambry — 2e victoire                       | 5 h 34 min 0 s                                      | Jérôme Trottet                                      | 4 h 36 min 0 s                                      |
| 1999  | Martine Volay                                       | 6 h 24 min 30 s                                     | Jérôme Trottet — 2e victoire                        | 4 h 44 min 3 s                                      |
| 2001  | Tsilla Rosell                                       | 5 h 23 min 48 s                                     | Jérôme Trottet — 3e victoire                        | 4 h 32 min 15 s                                     |
| 2002  | Brigitte Bec                                        | 5 h 59 min 45 s                                     | Jérôme Trottet — 4e victoire                        | 4 h 27 min 26 s                                     |
| 2003  | Michelle Leservoisier                               | 5 h 51 min 44 s                                     | Arnaud Attala                                       | 4 h 52 min 42 s                                     |
| 2004  | Lucile Bellotti                                     | 6 h 2 min 0 s                                       | Gilles Guichard                                     | 5 h 0 min 51 s                                      |
| 2005  | Stéphanie Lemée                                     | 6 h 12 min 7 s                                      | Jérôme Trottet — 5e victoire                        | 5 h 0 min 42 s                                      |
| 2006  | Victoria Pageaud                                    | 6 h 12 min 20 s                                     | Philippe Rémond                                     | 5 h 0 min 53 s                                      |
| 2007  | Cathy Dubois                                        | 6 h 37 min 21 s                                     | Jean-Franck Proietto 2e victoire                    | 5 h 0 min 40 s                                      |
| 2008  | Sonia Furtado                                       | 5 h 49 min 16 s                                     | Fabien Antolinos                                    | 5 h 0 min 10 s                                      |
| 2009  | Maud Gobert                                         | 5 h 54 min 24 s                                     | Christophe Malardé                                  | 4 h 52 min 35 s                                     |
| 2010  | Maud Gobert — 2e victoire                           | 6 h 12 min 57 s                                     | Denis Morel                                         | 5 h 18 min 17 s                                     |
| 2011  | Séverine Hostier                                    | 6 h 42 min 14 s                                     | Erik Clavery                                        | 4 h 54 min 44 s                                     |
| 2012  | Cathy Dubois                                        | 7 h 13 min 25 s                                     | Emmanuel Gault                                      | 5 h 16 min 3 s                                      |
| 2013  | Maud Gobert — 3e victoire                           | 6 h 57 min 59 s                                     | Benoit Cori                                         | 5 h 32 min 30 s                                     |
| 2014  | Maud Gobert — 4e victoire                           | 6 h 48 min 44 s                                     | Patrick Bringer                                     | 5 h 20 min 47 s                                     |
| 2015  | Corail Bugnard                                      | 6 h 32 min 54 s                                     | Benoit Cori — 2e victoire / Nicolas Martin          | 5 h 7 min 42 s                                      |
| 2016  | Juliette Benedicto                                  | 6 h 35 min 36 s                                     | Emmanuel Meyssat                                    | 5 h 17 min 27 s                                     |
| 2017  | Caroline Chaverot                                   | 6 h 37 min 39 s                                     | Emmanuel Meyssat — 2e victoire                      | 5 h 18 min 1 s                                      |
| 2018  | Aigul Mingazova                                     | 7 h 55 min 35 s                                     | Guillaume Porche                                    | 6 h 26 min 12 s                                     |
| 2019  | Camille Bruyas                                      | 6 h 54 min 0 s                                      | Cédric Fleureton                                    | 5 h 54 min 17 s                                     |
| 2020  | Course annulée en raison de la pandémie de Covid-19 | Course annulée en raison de la pandémie de Covid-19 | Course annulée en raison de la pandémie de Covid-19 | Course annulée en raison de la pandémie de Covid-19 |
| 2021  | Sandrine Fléchet                                    | 7 h 31 min 32 s                                     | Romain Lieux / Thomas Cardin                        | 5 h 56 min 36 s                                     |
| 2022  | Sarah Vieuille                                      | 6 h 54 min 9 s                                      | Andreu Simon Aymerich                               | 5 h 47 min 35 s                                     |
| 2023  | Julie Roux                                          | 6 h 39 min 29 s                                     | Thomas Cardin — 2e victoire                         | 5 h 41 min 56 s                                     |
| 2024  | Marie Goncalves                                     | 7 h 3 min 27 s                                      | Thomas Cardin — 3e victoire                         | 5 h 52 min 21 s                                     |

### SaintExpress
| Année | Femmes                                              | Temps                                               | Hommes                                              | Temps                                               |
| ----- | --------------------------------------------------- | --------------------------------------------------- | --------------------------------------------------- | --------------------------------------------------- |
| 2010  | Fleur Carron                                        | 4 h 29 min 13 s                                     | Oswald Cochereau                                    | 3 h 31 min 29 s                                     |
| 2011  | Émilie Celle                                        | 3 h 37 min 13 s                                     | Oswald Cochereau — 2e victoire                      | 2 h 46 min 1 s                                      |
| 2012  | Louise Basty                                        | 3 h 57 min 20 s                                     | Benoît Holzerny                                     | 3 h 8 min 54 s                                      |
| 2013  | Nathalie Pascal                                     | 4 h 9 min 35 s                                      | Bruno Rey                                           | 3 h 33 min 26 s                                     |
| 2014  | Stéphanie Mauzat                                    | 4 h 12 min 34 s                                     | Sylvère Pruvost                                     | 3 h 21 min 7 s                                      |
| 2015  | Céline Carrez                                       | 3 h 52 min 15 s                                     | Manu Meyssat                                        | 3 h 10 min 54 s                                     |
| 2016  | Stéphanie Mauzat                                    | 3 h 49 min 48 s                                     | Thibaut Garrivier                                   | 3 h 10 min 13 s                                     |
| 2017  | Marie Peytaud                                       | 3 h 54 min 41 s                                     | Pierre-Hugo Romain                                  | 3 h 17 min 46 s                                     |
| 2018  | Laure Desmurs                                       | 3 h 58 min 43 s                                     | Baptiste Chassagne                                  | 3 h 9 min 39 s                                      |
| 2019  | Marie Perrier                                       | 3 h 42 min 32 s                                     | Aziz Yachou                                         | 3 h 11 min 8 s                                      |
| 2020  | Course annulée en raison de la pandémie de Covid-19 | Course annulée en raison de la pandémie de Covid-19 | Course annulée en raison de la pandémie de Covid-19 | Course annulée en raison de la pandémie de Covid-19 |
| 2021  | Marie Goncalves                                     | 3 h 41 min 39 s                                     | Lucas Pradeau                                       | 3 h 13 min 40 s                                     |
| 2022  | Anna-Stiina Erkkilä                                 | 3 h 40 min 14 s                                     | Loïc Rolland                                        | 3 h 8 min 5 s                                       |
| 2023  | Rachel Pain                                         | 3 h 37 min 2 s                                      | Pierre André Anizan                                 | 2 h 57 min 44 s                                     |
| 2024  | Pauline Girardet                                    | 3 h 43 min 43 s                                     | Antonio Martínez Pérez                              | 3 h 4 min 8 s                                       |

### SaintéSprint
| Année | Femmes                                              | Temps                                               | Hommes                                              | Temps                                               |
| ----- | --------------------------------------------------- | --------------------------------------------------- | --------------------------------------------------- | --------------------------------------------------- |
| 2013  | Sophie Martin                                       | 1 h 43 min 54 s                                     | Thomas Flavien                                      | 1 h 22 min 11 s                                     |
| 2014  | Angela Bchini                                       | 1 h 52 min 32 s                                     | Vincent Pialoux                                     | 1 h 36 min 22 s                                     |
| 2015  | Léa Salah                                           | 1 h 49 min 8 s                                      | Arnaud Jaillard                                     | 1 h 24 min 23 s                                     |
| 2016  | Mylène Bacon                                        | 1 h 26 min 38 s                                     | Romain Anglade                                      | 1 h 16 min 14 s                                     |
| 2017  | Alizee Sadry                                        | 1 h 44 min 8 s                                      | Paul Mathou                                         | 1 h 22 min 34 s                                     |
| 2018  | Nolwenn Burcklé                                     | 1 h 29 min 59 s                                     | Guillaume Adam                                      | 1 h 17 min 36 s                                     |
| 2019  | Caroline Lafaye                                     | 1 h 58 min 47 s                                     | Hugo Altmeyer                                       | 1 h 33 min 2 s                                      |
| 2020  | Course annulée en raison de la pandémie de Covid-19 | Course annulée en raison de la pandémie de Covid-19 | Course annulée en raison de la pandémie de Covid-19 | Course annulée en raison de la pandémie de Covid-19 |
| 2021  | Anaïs Sabrié                                        | 1 h 35 min 45 s                                     | Xavier Chevrier                                     | 1 h 24 min 2 s                                      |
| 2022  | Marie Goncalves                                     | 1 h 46 min 1 s                                      | Quentin Meyleu                                      | 1 h 30 min 4 s                                      |
| 2023  | Sara Alonso Martínez                                | 1 h 35 min 11 s                                     | Xavier Chevrier — 2e victoire                       | 1 h 22 min 26 s                                     |
| 2024  | Sara Alonso Martínez — 2e victoire                  | 1 h 38 min 11 s                                     | Nicolas Mazioui                                     | 1 h 26 min 11 s                                     |

### SaintéTic
| Année | Femmes                                              | Temps                                               | Hommes                                              | Temps                                               |
| ----- | --------------------------------------------------- | --------------------------------------------------- | --------------------------------------------------- | --------------------------------------------------- |
| 2016  | Anne-Cécile Thévenot                                | 55 min 16 s                                         | Antoine De Wilde                                    | 47 min 39 s                                         |
| 2017  | Sophie Rousselet                                    | 1 h 0 min 12 s                                      | Aymeric Damour                                      | 49 min 43 s                                         |
| 2018  | Laure Bovet                                         | 1 h 9 min 18 s                                      | Nicolas Gacon                                       | 50 min 36 s                                         |
| 2019  | Alexia Coudray                                      | 1 h 0 min 10 s                                      | Tom Santos                                          | 50 min 45 s                                         |
| 2020  | Course annulée en raison de la pandémie de Covid-19 | Course annulée en raison de la pandémie de Covid-19 | Course annulée en raison de la pandémie de Covid-19 | Course annulée en raison de la pandémie de Covid-19 |
| 2021  | Élodie Alexandre                                    | 53 min 6 s                                          | Aurélien Olivier                                    | 44 min 22 s                                         |
| 2022  | Marie Herveic                                       | 59 min 45 s                                         | Corentin Fournier                                   | 48 min 47 s                                         |
| 2023  | Khadija Boudjellouli                                | 50 min 17 s                                         | Maxime Labbaci                                      | 43 min 8 s                                          |
| 2024  | Maude Mathys                                        | 51 min 4 s                                          | Miguel Benítez                                      | 44 min 32 s                                         |

## La 180
Réalisée pour la première fois en 2003 à l’occasion du cinquantenaire de la SaintéLyon, la LyonSaintéLyon consiste à faire le trajet entre Lyon et Saint-Étienne à pied pour se rendre sur le lieu de départ de l'épreuve avant de prendre part à la course officielle pour le retour, en se joignant aux milliers de coureurs participants. La distance à parcourir est de 136 km avec un dénivelé positif de 3 000 m.
L'aller est effectué en groupe à une allure de footing. Le retour est effectué individuellement en mode compétition.
D'un commun accord avec les organisateurs de la SaintéLyon, l'épreuve est renommée en début d'année 2013 pour éviter toute confusion d'usage de nom avec l'épreuve officielle. La « LyonSaintéLyon » devient « La 180 ». Le nombre 180 correspond à la somme des numéros des départements traversés par l'épreuve (69 + 42 + 69).

### Chronologie

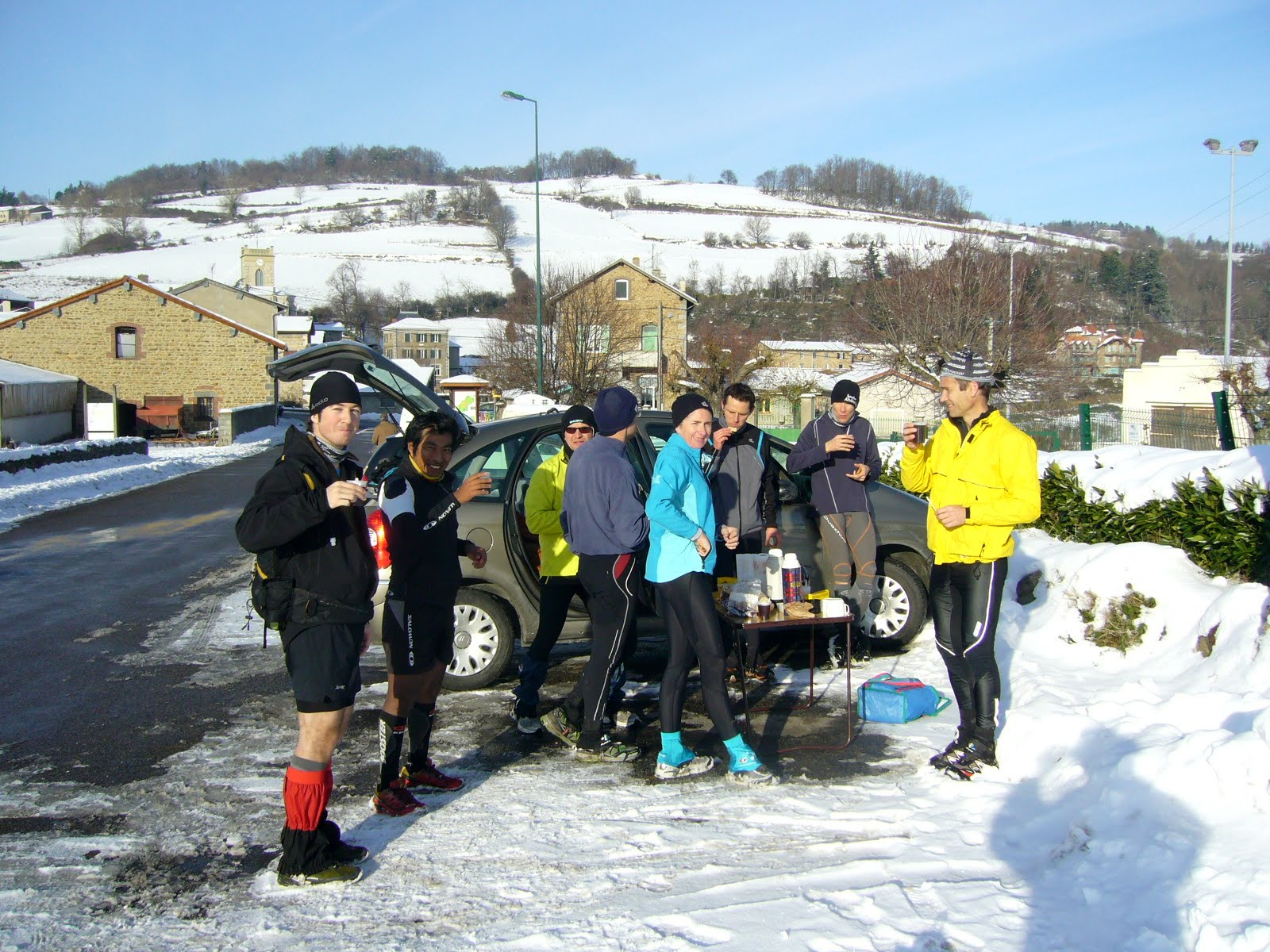
Ravitaillement de Sainte-Catherine à l'aller (LyonSaintéLyon 2010)

- 2003 : Première édition initiée par Lionel Planes. Cinq participants tentent d'effectuer l'aller-retour, quatre y parviendront. Parmi eux figurent Michel Poletti, organisateur de l'Ultra-Trail du Mont-Blanc, et Philippe Billard, directeur de la publication du magazine Ultrafondus. L'arrivée de la course officielle est située à la patinoire Charlemagne. La distance est alors de 130 km. Michel Poletti signe un chrono de 7 h 50 lors du retour (course officielle).
- 2010 : Ils sont 8 coureurs à effectuer avec succès l'aller-retour malgré les conditions météo difficiles. Neige, verglas, froid et vent glacial ont mis les organismes des participants à rude épreuve[33],[34]. Première participation féminine à l'aller-retour (Cécile Bertin). L'aller a été effectué en 11 h 17. Le meilleur temps au retour est réalisé par Reynald Begin en 9 h 24. Cécile Bertin effectue le retour en 12 h 57.
- 2011 : Record de participation. Ils sont 19 coureurs à tenter l'aller-retour[35] et 14 arrivent au bout. L'aller a été effectué en 11 h 31. Le meilleur temps au retour est réalisé par Guilhen Dubourdieu en 8 h 17. La première femme (encore Cécile Bertin) réalise un temps de 10 h 52.
- 2012 : Ils sont à nouveau 19 coureurs à prendre le départ et encore 14 à le réussir. Si les conditions rencontrées en début d'épreuve sont excellentes (soleil, ciel dégagé, terrain sec), celles-ci se dégradent progressivement à l'approche de Sainte-Catherine : la neige et les congères freinent considérablement la progression des participants. C'est avec près d'une heure trente de retard sur le plan de route initial que le groupe arrive à Saint-Étienne (12 h 44 pour l'aller). Au retour, les congères sont toujours bien présentes sur le versant stéphanois, le verglas gêne la course sur le versant lyonnais, et quelques chutes de neige en fin de matinée durcissent encore les conditions de course. Guilhen Durbourdieu signe le meilleur temps pour le retour en 9 h 47. Céline Burgod, unique féminine à avoir relevé le défi, termine en 13 h 50.
- 2013 : D'un commun accord avec les organisateurs de la SaintéLyon, l'épreuve est renommée en début d'année pour éviter toute confusion d'usage de nom avec l'épreuve officielle. La LyonSaintéLyon devient ainsi « La 180 ». Ils sont 22 coureurs inscrits à partir pour l'aller-retour[36], 19 parviennent à le parcourir entièrement[37]. Vainqueur en 2010, Reynald Begin réalise le meilleur temps sur le retour en 10 h 2. Patricia Bonhomme finit première féminine en 13 h 39.
- 2014 : Cette édition peu neigeuse verra s'élancer 18 coureurs, 14 franchiront la ligne d'arrivée le lendemain. Les premiers arrivant du retour sont Ana Lourenco en 11 h 28 pour les dames et Reynald Begin en 8 h 52 pour les messieurs[38].
- 2015 : Édition particulièrement estivale, partant/arrivant pour la première fois depuis la halle Tony Garnier. 19 coureurs prendront le départ de l'épreuve, 15 boucleront l'aller/retour. Les premiers arrivant du retour sont Corinne Ducreux en 13 h 30 pour les dames et Cédric Chaudet en 9 h 41 pour les messieurs[39].
- 2016 : Une édition froide, givrée sur les hauteurs, grise et sans soleil. Ce dernier était pourtant dans les cœurs des 19 participants. 17 seulement arriveront à Lyon le lendemain. Joëlle Pontus arrivera première femme en 12 h 3 et Bernard Jezequel premier homme en 9 h 44[réf. nécessaire].